# اراد (رسم سومري)

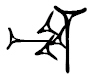
النسخة الحثية من اراد والاستخدام العام للإشارة المسمارية في حروف العمارنة.

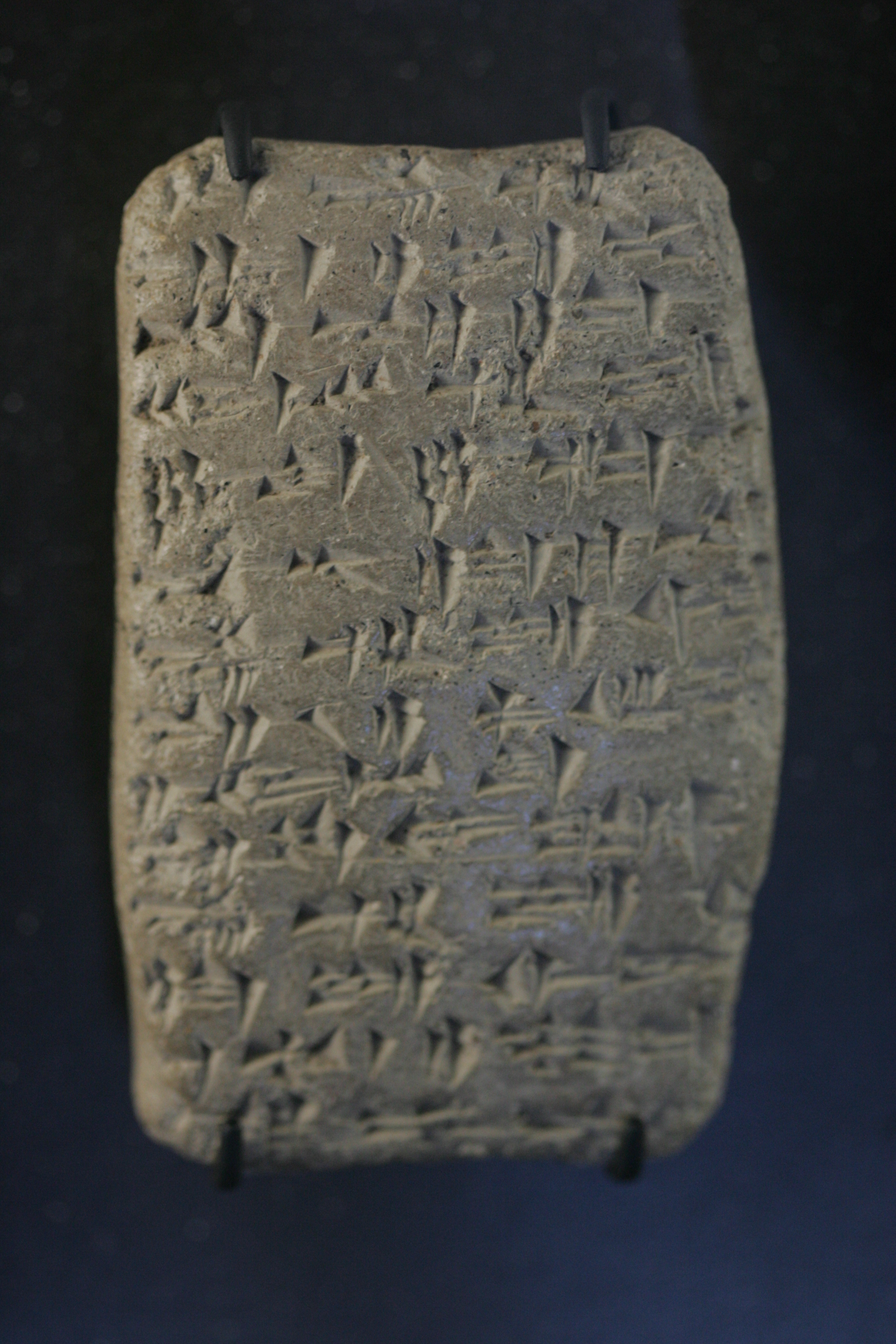
حروف العمارنة 364 من أياب
السطر 3: «اردو-كا» - (</img></img>، «خادمك» في ، (السطر 4) - قدمك، يا سيدي).

اراد ، (كذلك إر أو نيتا) هو حرف الكبير بالسومرية (رسم سومري) وتعادله الكلمة الأكادية "أردو" ،  وتعني الخادم . ويتم استخدام الكلمة بشكل خاص في مقدمة رسالة إلى فرعون: على سبيل المثال "إلى الملك، يا ربي - (رب آلهتي التسعة) - ، إله الشمس - ربي)، كما أنها تستخدم على نطاق واسع في نصوص رسائل العمارنة، المؤلف، عادة "حاكم المدينة"، (أو الكاتب)، حيث يوجد تذكير دائم بأنه "خادم"، أو «خادمك» - (من الفرعون). تقدم العديد من الرسائل تقارير عن حالة المدينة-الدولة، لكن العديد منهم يطلبون أيضاً مساعدة قوات الجيش المصري- (الرماة (بيتاتي المصريون) ، التي قدمها لهم الفرعون).

## ملحمة جلجامش
الحرف المسماري لـ اراد وإر و NITÁ:</img> في ملحمة جلجامشتم استخدامه عدة مرات في رسائل تل العمارنة ولكن بشكل خاص من دول-مدن كنعان - (كي-نا-ها-آ- (</img></img> -ها-</img>) بالحروف- (EA 30 : 1، على سبيل المثال)).

## أنظر أيضا
- تل العمارنة حرف EA 364